# James R. Jordan Sr.
James Raymond Jordan Sr. (31 de julio de 1936 - 23 de julio de 1993) fue un exmilitar y empresario estadounidense, conocido por ser el padre del jugador de baloncesto del Salón de la Fama Michael Jordan y el abuelo paterno de los jugadores de baloncesto Jeffrey Jordan y Marcus Jordan.

## Vida
Nació en Wallace, Carolina del Norte, el 31 de julio de 1936. Cuando asistía a Charity High School conoció a Deloris Peoples, con quién al poco tiempo comenzó a salir y permanecieron juntos durante los próximos tres años. Al graduarse, se unió a la Fuerza Aérea y estuvo estacionado en San Antonio, Texas hasta el año 1956, para ser luego trasladado a una base en Virginia. Al poco tiempo se casó con Peoples y al año siguiente tuvieron a su primer hijo, James Ronald "Ronnie" Jr.. Para estar cerca de su familia, dejó la Fuerza Aérea y consiguió un trabajo en una fábrica textil en Wallace. Los Jordan tuvieron dos hijos más: su hija Deloris y un hijo, Larry.
En 1963, los Jordans dejaron a sus hijos con la madre de Jordan Sr. para mudarse a Brooklyn con el fin de que James pudiera recibir entrenamiento de mecánico en el GI Bill. Estudió hidráulica de aviones, mientras que su mujer encontró trabajo en un banco. Mientras vivían en Brooklyn, los Jordans tuvieron otro hijo: Michael. A medida que el crimen iba en aumento en Brooklyn en la década de 1960, los Jordan volvieron a Carolina del Norte para criar a sus hijos en un entorno más seguro. Al completar su entrenamiento de 18 meses, Jordan Sr. y su familia se mudaron a Wilmington, Carolina del Norte. Fue allí donde nació el quinto hijo de la pareja, Roslyn.
Al ser un fanático del baloncesto de toda la vida, desempeñó un papel importante en inspirar a su hijo Michael a convertirse en un atleta y viajó por los Estados Unidos para seguir la carrera de su hijo, primero en la Universidad de Carolina del Norte y luego con los Chicago Bulls.
No obstante, también era un gran fanático del béisbol, y en una época fue un jugador semi-profesional. En su autobiografía y en entrevistas a lo largo de su carrera, Michael contó que era la visión de su padre que se convirtiera en una estrella del béisbol, ya que fue el primer deporte que Jordan Sr. le enseñó a jugar. Michael relató que este fue un factor importante en su decisión de probar el béisbol después de su primer retiro de la NBA.

## Muerte
El 23 de julio de 1993, mientras regresaba a casa de un funeral, se detuvo en la autopista US 74 justo al sur de Lumberton, Carolina del Norte, para tomar una siesta. Allí, Daniel Andre Green y Larry Martin Demery vieron el automóvil que Michael le había comprado recientemente (un Lexus SC400 rojo con la placa de Carolina del Norte que decía "UNC0023"). Al acercarse mataron a tiros a Jordan mientras dormía en su automóvil para luego robarlo. Su cuerpo fue encontrado el 3 de agosto en un pantano en McColl, Carolina del Sur. Como su cuerpo estaba en un estado de descomposición extrema, Jordan Sr. no fue identificado hasta el 13 de agosto con la ayuda de los registros dentales proporcionados por el dentista de la familia. (Su cuerpo había sido incinerado previamente por el forense debido a la falta de espacio de almacenamiento, pero su mandíbula y sus manos fueron preservadas para su identificación)
Después de revisar las pertenencias de Jordan Sr., Green y Demery se dieron cuenta de que era el padre de Michael Jordan. También se llevaron otros artículos del auto, incluidos dos anillos de campeonato de la NBA que su hijo le había dado a su padre. Los criminales hicieron varias llamadas desde el teléfono celular de Jordan Sr. y como resultado fueron capturados de inmediato. Después de su arresto, Demery dijo que habían planeado solo atar a su víctima y que Green apretó el gatillo sin ninguna razón. Ambos fueron condenados a cadena perpetua por este y otros delitos violentos. La acusación se basó solo en el testimonio de Demery, ya que Green se negó a testificar. El abogado defensor Woodberry Bowen dijo que Demery tenía mucho que ganar al mentir que Green era el detonante, y que el testimonio de Green puso a Demery más cerca de lo que admitió anteriormente. Sentencias judiciales que afectaron a Carolina del Norte, como Enmund v. Florida, 458 US 782 (1982) prohibió la aplicación de la pena de muerte. James Jordan Sr. fue enterrado en la Iglesia Rockfish AME en Teachey, Carolina del Norte, el 15 de agosto de 1993.  
En el año 2010, se reveló que el caso era uno de los 200 que estaban en revisión después de que la Oficina de Investigación del Estado de Carolina del Norte descubriera que los técnicos de laboratorio manejaban mal las pericias u omitían pruebas. Sin embargo, el caso de Jordan fue eliminado de la lista.
El 23 de julio de 2018, Christine Mumma, directora ejecutiva del Centro sobre Inocencia Actual, afirmó que la evidencia mostraba que Green no cometió el asesinato. Este último afirmó que Demery simplemente le pidió ayuda para deshacerse del cuerpo. El 3 de agosto, el juez de la Corte Superior, Winston Gilchrist, falló en varias mociones y fijó una fecha de diciembre para una audiencia. El 5 de diciembre, Mumma solicitó a Gilchrist que le permitiera ver más de cerca la evidencia que podría conducir a un nuevo juicio, y Gilchrist dijo que iba a decidirlo más tarde. El 6 de marzo de 2019 el juez resolvió que no le otorgaría a Green una audiencia, y Mumma dijo que apelaría.